# Protographium marcellus
Protographium marcellus (лат.) — вид бабочек из рода Protographium, обитающий в Северной Америке. Гусеница питается на растениях Азимина трёхлопастная, Asimina parviflora, Asimina speciosa, Asimina pygmaea, Asimina angustifolia и Asimina obovata. Разделён на два подвида: P. m. marcellus и P. m. floridensis. Верхняя поверхность крыльев с чёрными полосами на бледном беловато-зелёном фоне; задние крылья имеют очень длинные хвостики. С 1995 года является одним из символов штата Теннеси.

## Таксономия

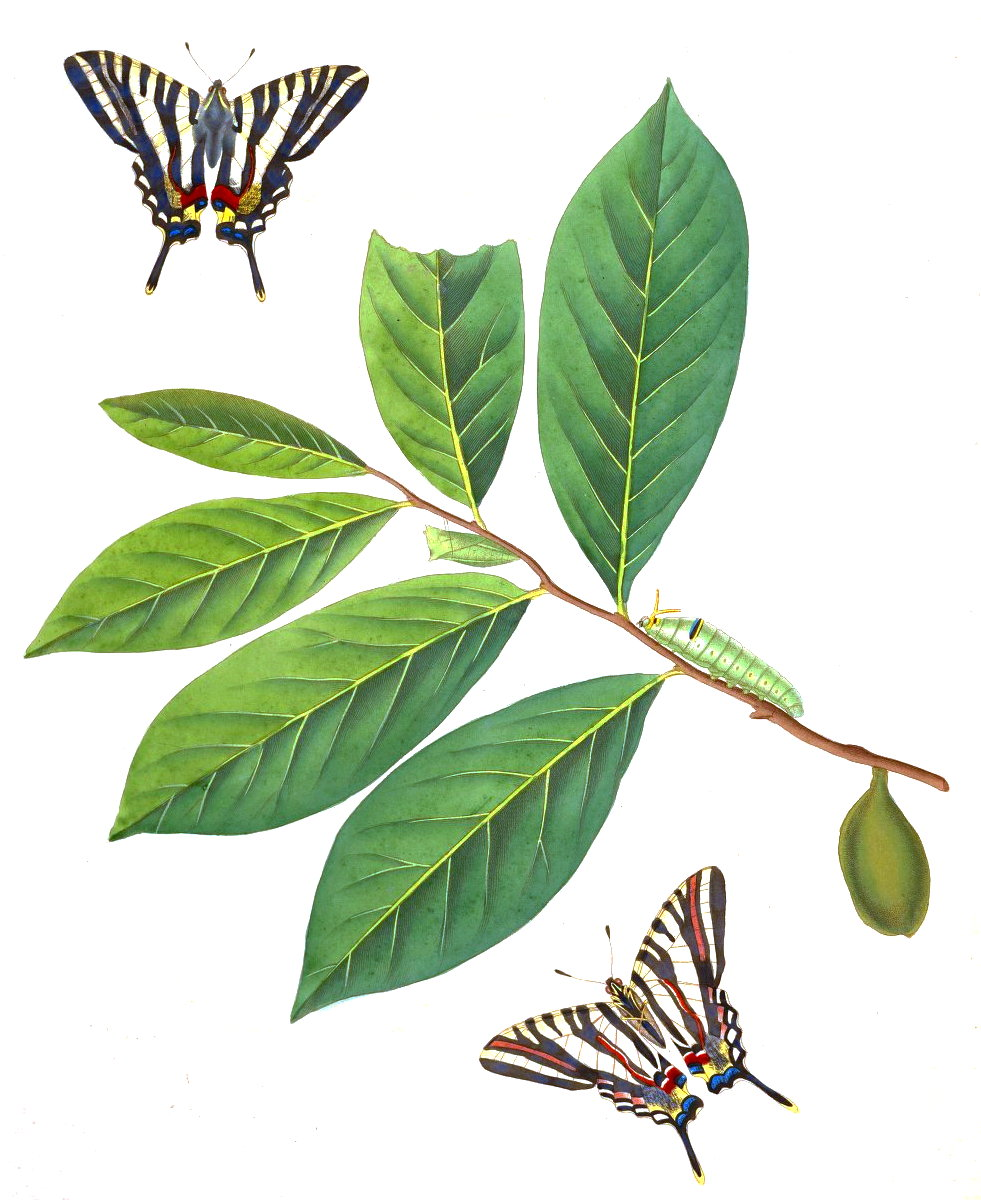
Иллюстрация

P. marcellus первоначально был объединён с другими бабочками в род Papilio и описан Карлом Линнеем под названием Papilio ajax  (Linnaeus, 1758). Он также помещался в такие роды, как Iphiclides, Graphium, Protesilaus, Cosmodesmus, Eurytides, Neographium и Protographium. В течение многих лет P. marcellus был известен как представитель рода Eurytides, пока Мён (Möhn, 2002) не переместил его из Eurytides в состав рода Neographium, а позднее Ламас (Lamas, 2004) переместил его в род Protographium.

## Описание
Размах крыльев 64—104 мм. Верхняя поверхность крыльев белая с чёрными полосами. Задние крылья имеют очень длинные хвостики. Нижняя поверхность крыльев аналогична, за исключением красной полосы, проходящей через середину заднего крыла. P. marcellus проявляют сезонный полиморфизм. Ранневесенние экземпляры светлее по цвету, меньше и имеют более короткие хвостики. Летние особи больше по размеру, они темнее, и их хвостики больше. В отличие от большинства других парусников Америки, P. marcellus не мимикрируют. У самцов есть участок удлинённых половых феромонов, продуцирующих андроконии в анальных складках задних крыльев. Задние крылья P. marcellus имеют два тёмно-синих пятна в нижнем краю.

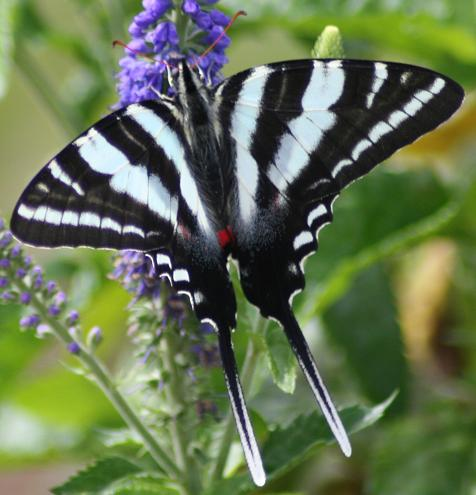
Летняя форма

### Яйцо

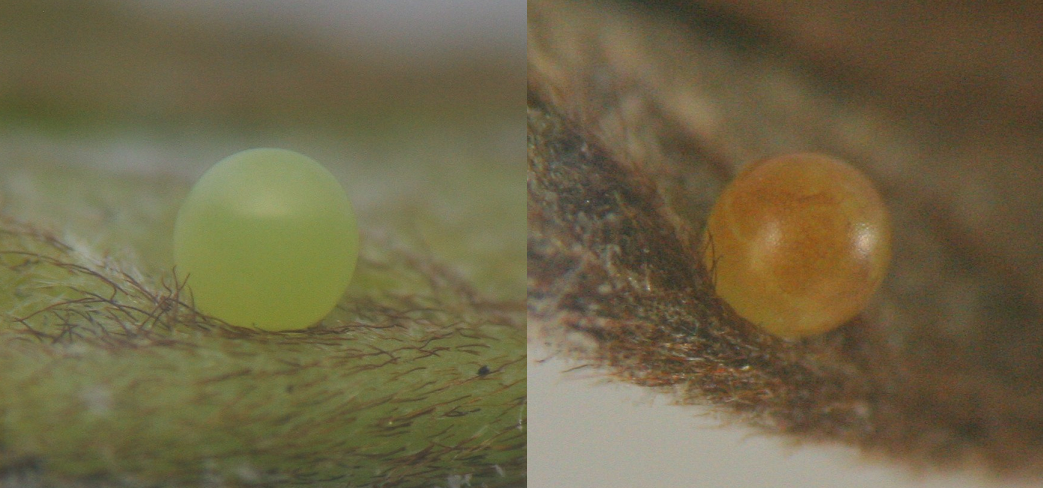
Яйца. Слева яйцо, которому 1 день, справа — 3

Яйца бледно-зелёные, но со временем становятся темнее.

### Гусеница

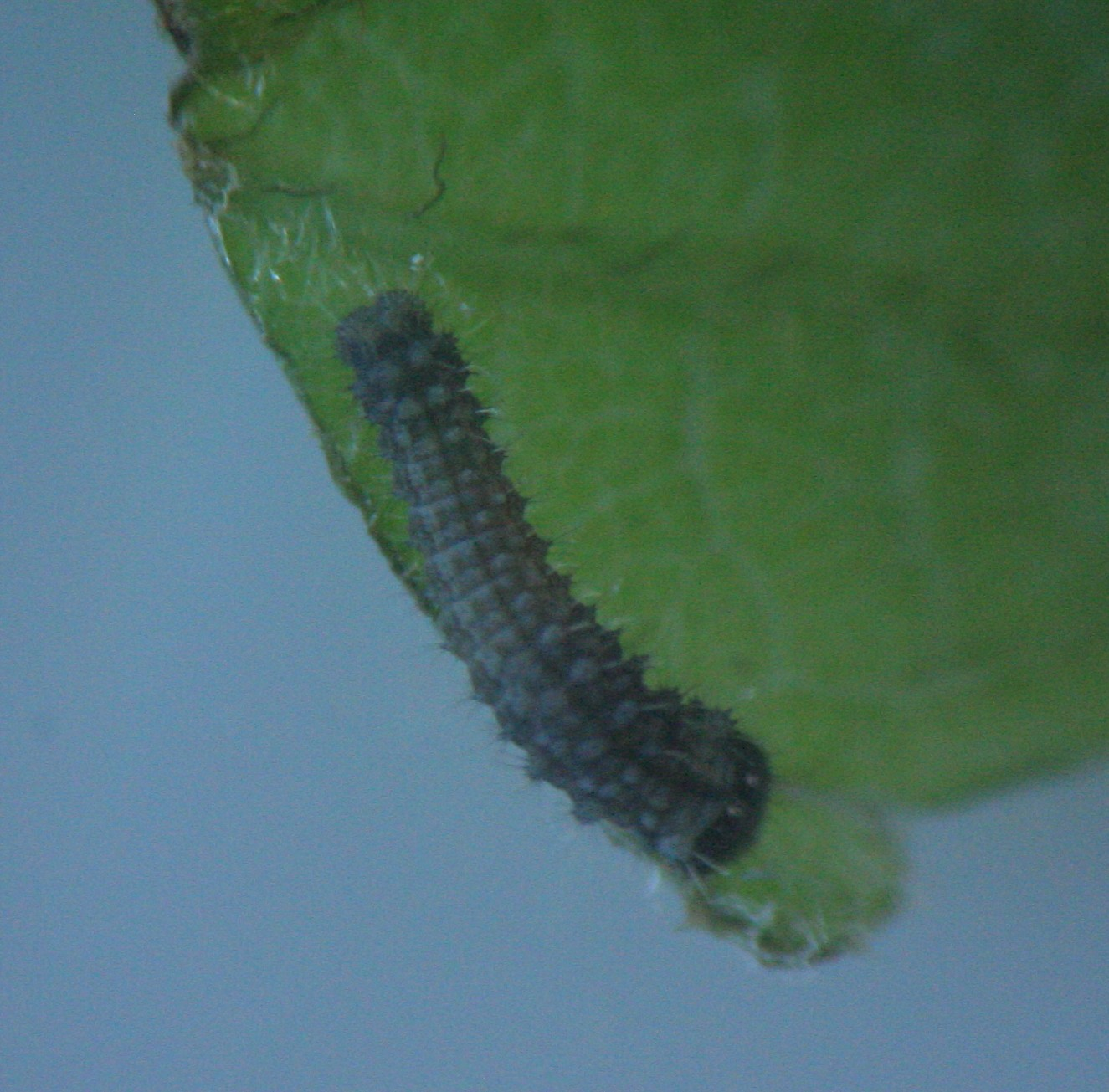
Гусеница ранних возрастов

Гусеницы ранних возрастов (первого и второго возрастов) тускло-серые.
Гусеницы среднего возраста тёмного цвета с поперечными чёрными, жёлтыми и белыми полосами.

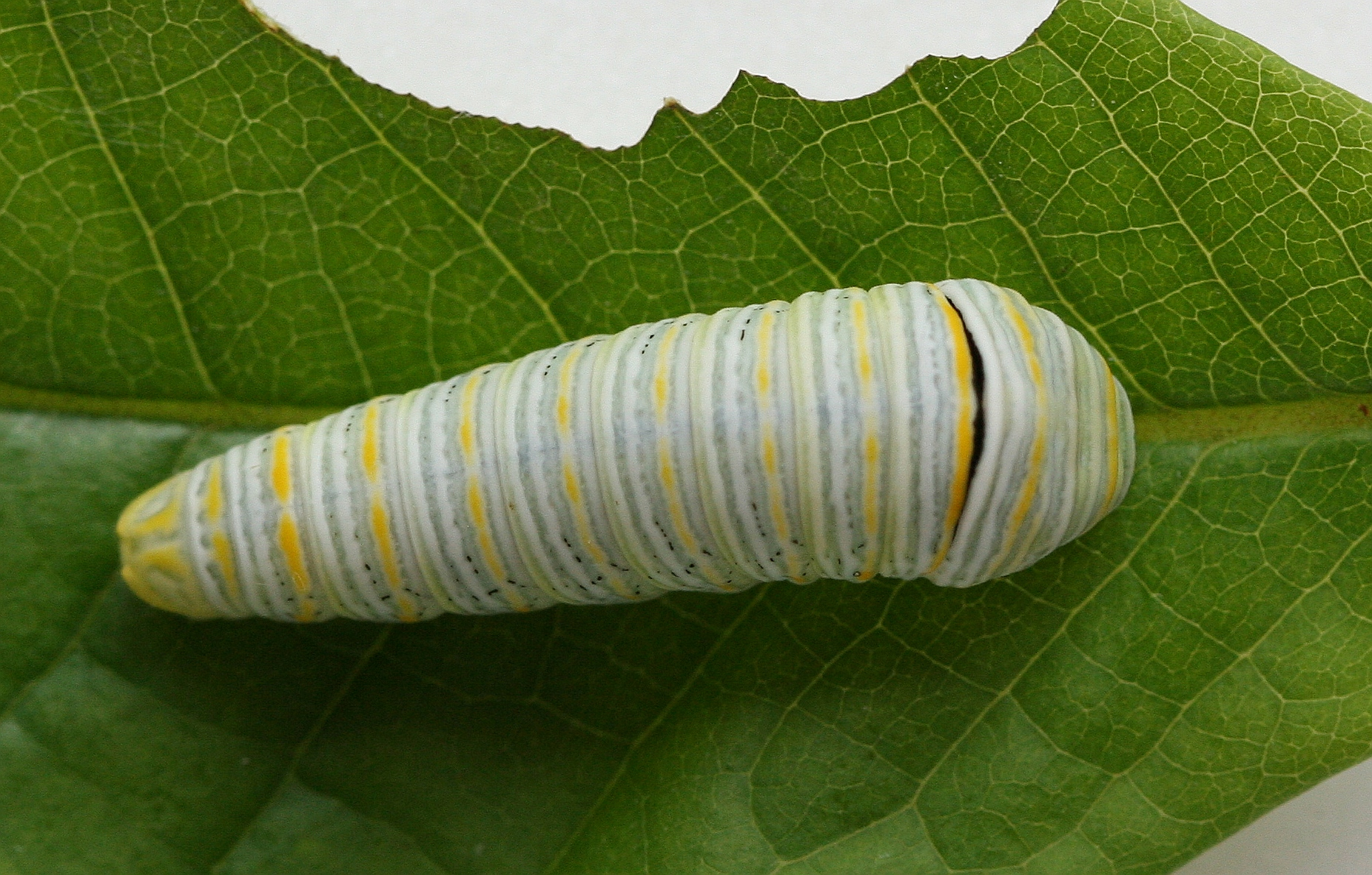
Гусеница старших возрастов, зелёная форма
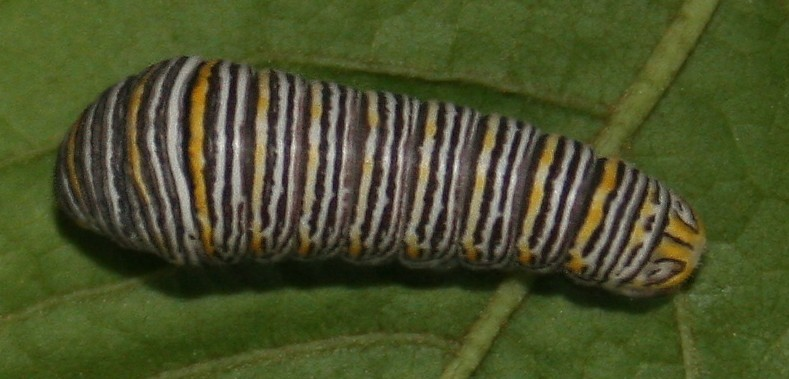
Гусеница старших возрастов, чёрная форма

Гусеницы пятого (последнего) возраста зелёные с широкими синими, чёрными и жёлтыми поперечными полосами между тораксом и брюшком и обычно жёлтыми полосами между брюшными сегментами и многочисленными тонкими поперечными чёрными линиями на тораксе и брюшке. Однако гусеницы проявляют цветовой полиморфизм, и некоторые особи пятого возраста имеют тёмную окраску. Осметрий жёлтый.

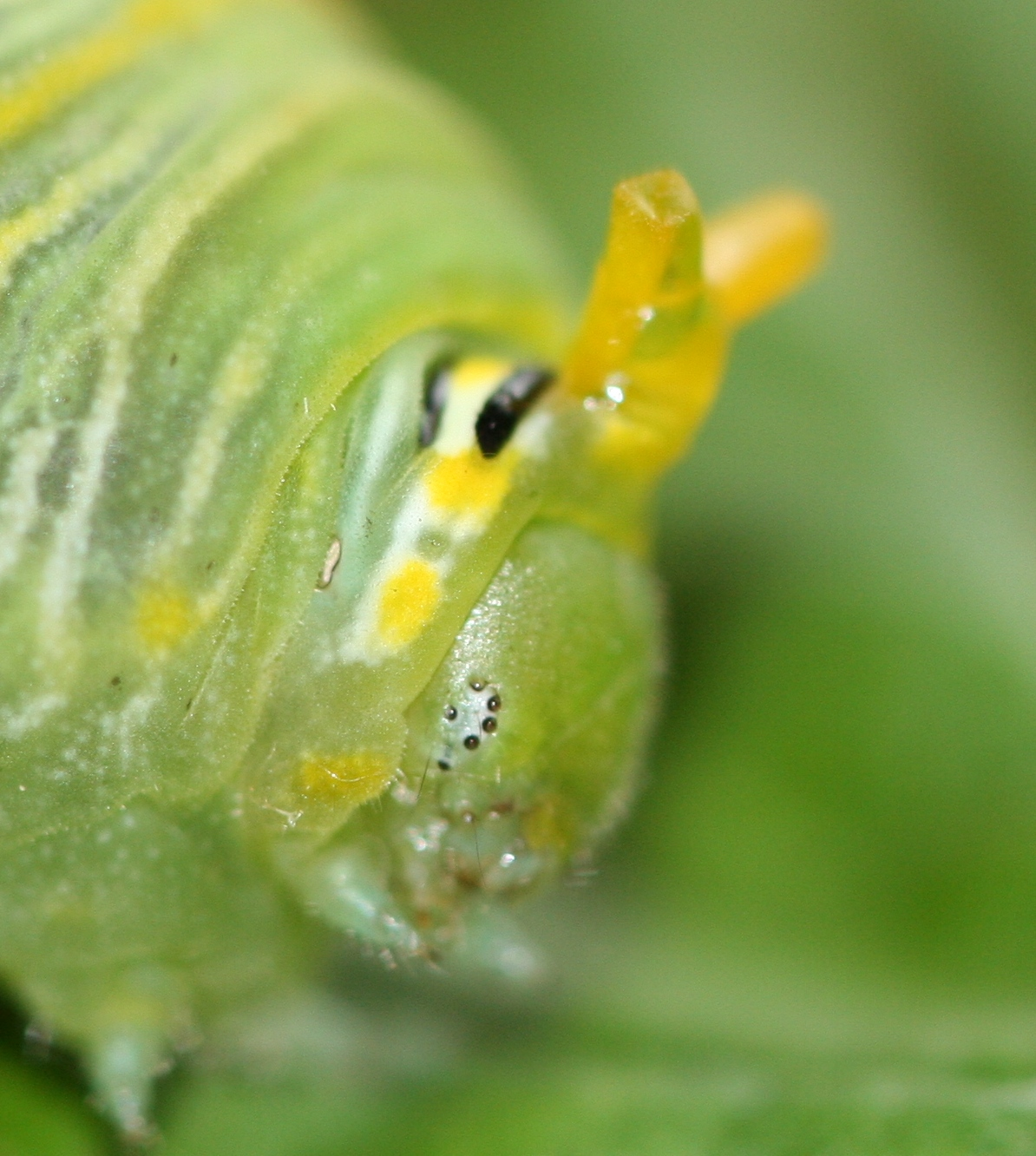
Осметрий и глаза гусеницы в макросъёмке

### Куколка

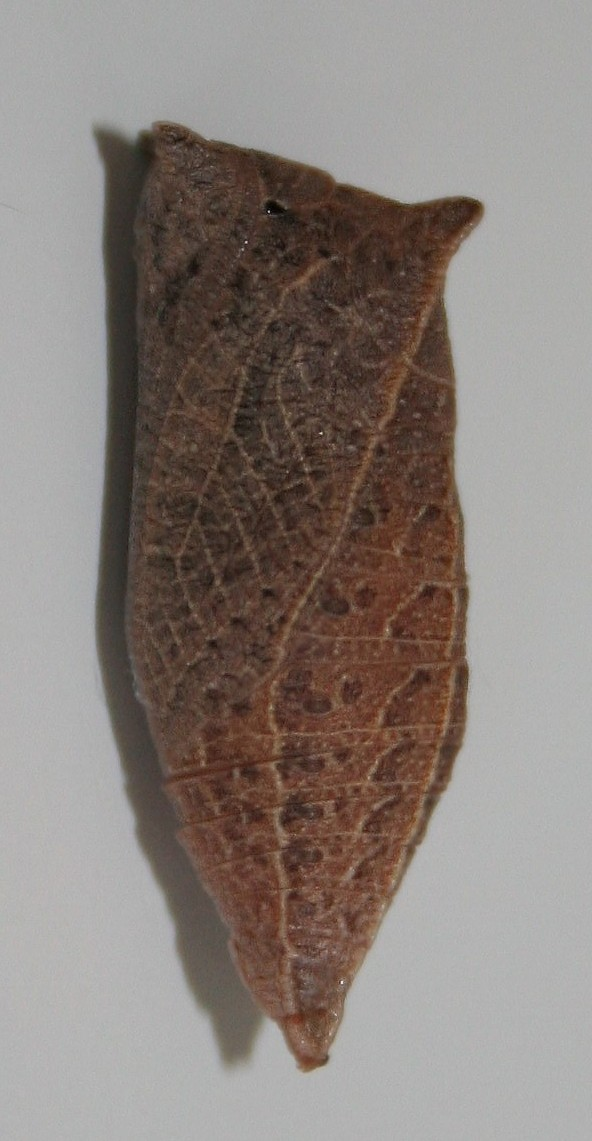
Куколка, коричневая форма
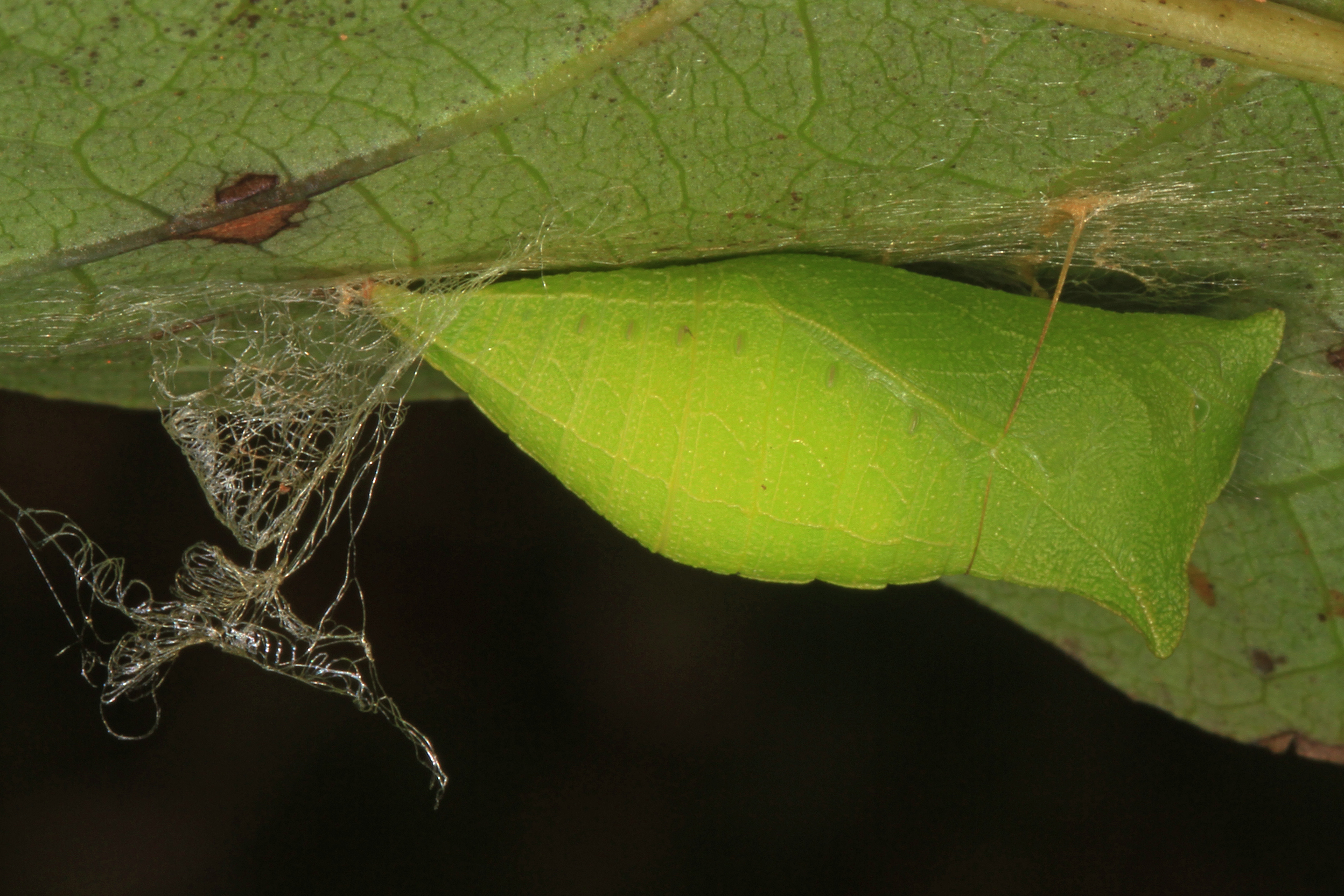
Куколка, зелёная форма

Куколки диморфные (зелёные или коричневые) со светлыми линиями, имитирующими текстуру листьев, и прикреплённые шёлковым поясом к листу.

## Распространение
P. marcellus широко распространён от юга Новой Англии на запад до восточного Канзаса и на юг до Техаса и Флориды. Но на севере своего ареала, P. marcellus редок.

## Жизненный цикл

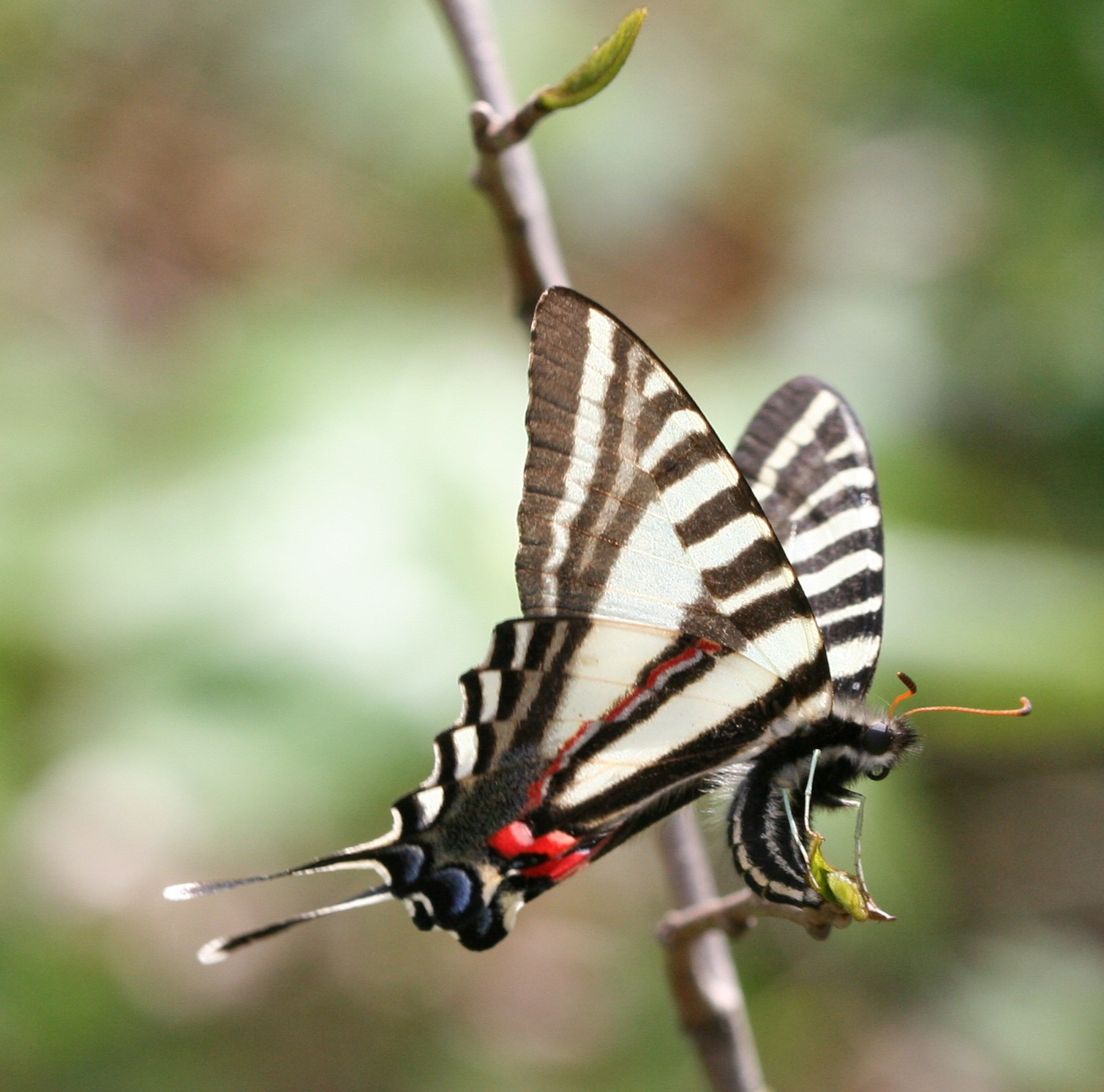
Самка P. marcellus откладывает яйца

P. marcellus во взрослом состоянии живёт полгода. С марта по декабрь P. marcellus совершает два полёта на север и много полётов во Флориду. Самцы патрулируют в поисках самок вблизи растений-хозяев, и часто можно наблюдать, как самки откладывают яйца на листве хозяина. Взрослые особи ищут нектар на различных цветках, но хоботок у взрослых особей короче, чем у других парусников. Поэтому P. marcellus не могут добраться до нектара длинных трубчатых цветков. Самцы парусников также получают влагу и минералы (в первую очередь натрий) из грязи; это поведение известно как «лужение». Несмотря на то, что «лужение» — это в первую очередь поведение самцов, у самок также наблюдалось «лужение».

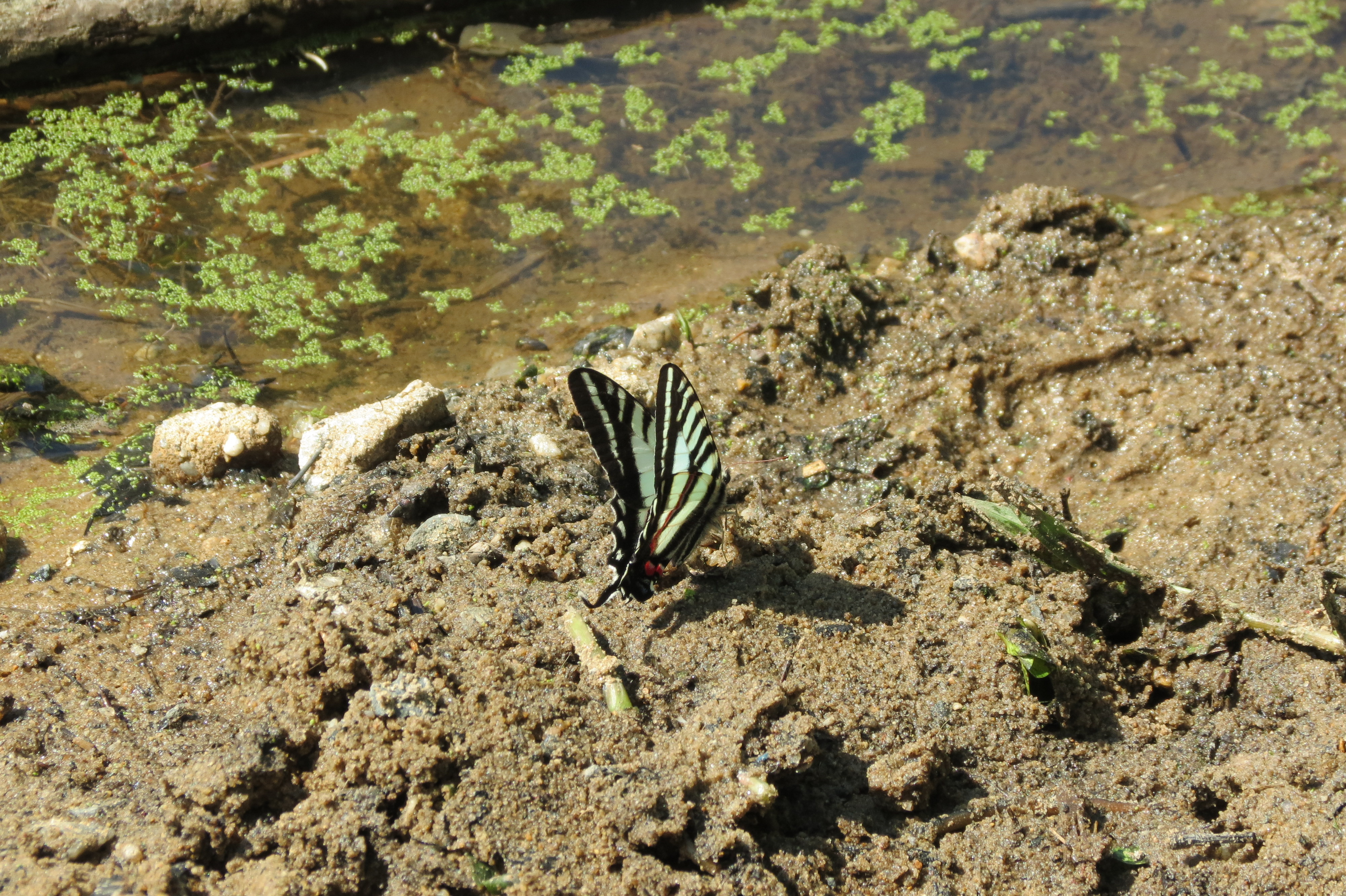

Самки выбирают молодые растения или растения с молодыми листьями для яйцекладки. Они сильно реагируют на летучие вещества хозяина (пока не идентифицированные), которые повышают скорость откладки, а затем стимулируются к откладыванию яиц контактным стимулятором яйцекладки 3-кофеоил-мукохининовой кислотой. Яйца откладываются поодиночке у кончиков молодых листьев которыми гусеницы предпочитают питаться. Гусеницы также питаются цветами, если они рядом есть. Гусеницы в высшей степени склонны к каннибализму. Потребность в новых листьях может ограничить размножение P. marcellus летом и осенью; однако образование новых листьев в этот период часто стимулируется дефолиацией растения-хозяина гусеницами Omphalocera munroei. Следовательно, обилие P. marcellus в конце сезона может зависеть от обилия O. munroei. Гусеницы O. munroei живут в гнёздах, построенных путём слипания листьев. Гнёзда иногда простираются вниз по стеблям в виде трубчатых структур. Внешние слои шёлковых гнёзд покрыты фекалиями (фекальными гранулами), которые могут отпугивать потенциальных хищников. Гусеницы P. marcellus начинают бродить в поисках места окукливания около полудня. Гусеницы обычно окукливаются на нижней стороне живых или мёртвых листьев растения-хозяина. Куколки, образующиеся на живых листьях, обычно зелёные, в то время как куколки, образующиеся на мёртвых (коричневых) листьях, обычно коричневые. Короткий фотопериод приводит к диапаузированию куколок, которые впадают в спячку. Однако некоторые куколки каждого полёта зимуют. Диапаузирующие куколки обычно коричневого цвета и зимой маскируются на опавших листьях.

## Хищники и защита от них
Наездники рода трихограмм (Трихограмматиды) иногда паразитируют на яйцах P. marcellus. Ежемухи и ихневмониды Itopletis conquisitor и Trogus pennator паразитируют на гусеницах.

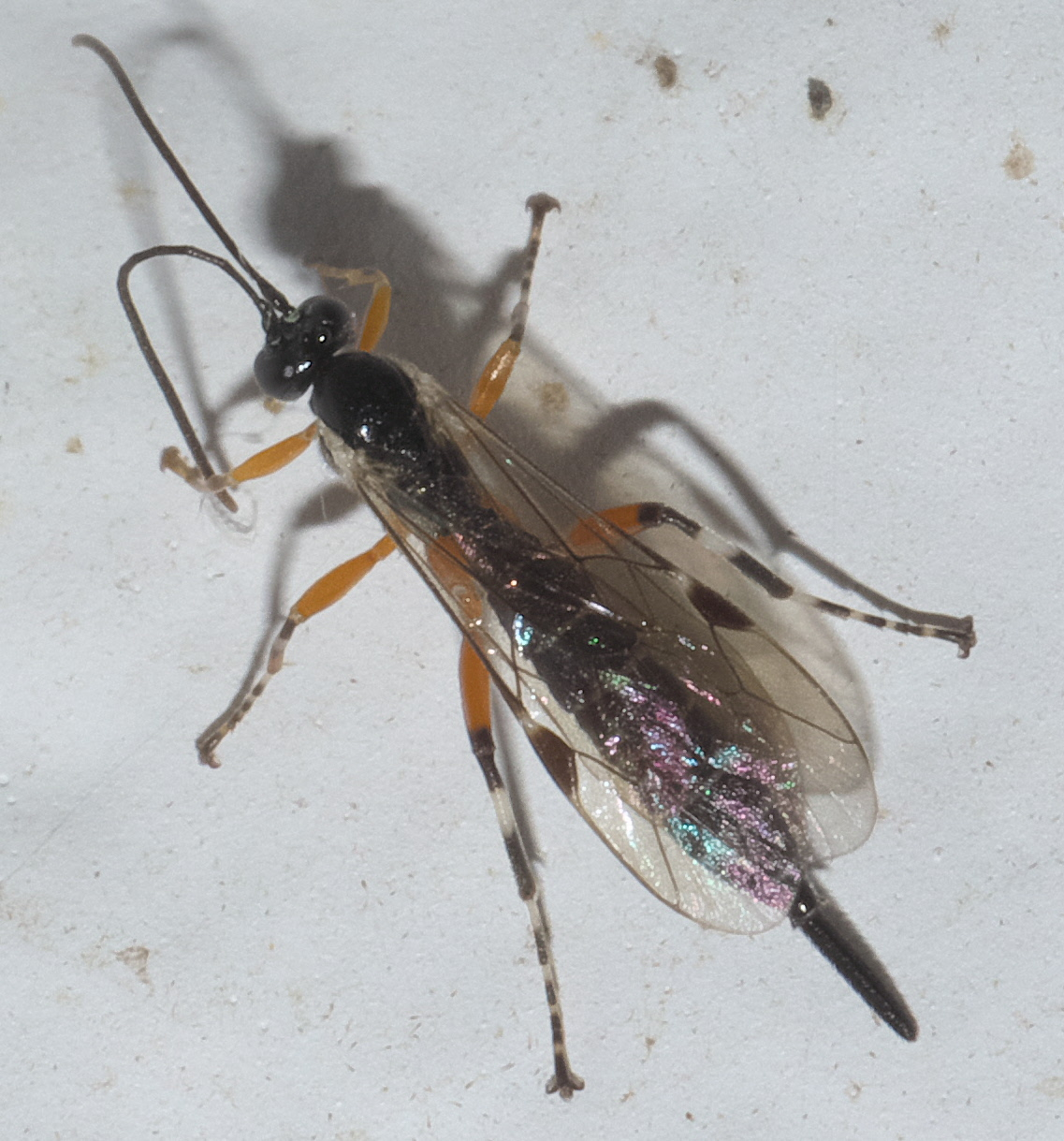
I. conquisitor
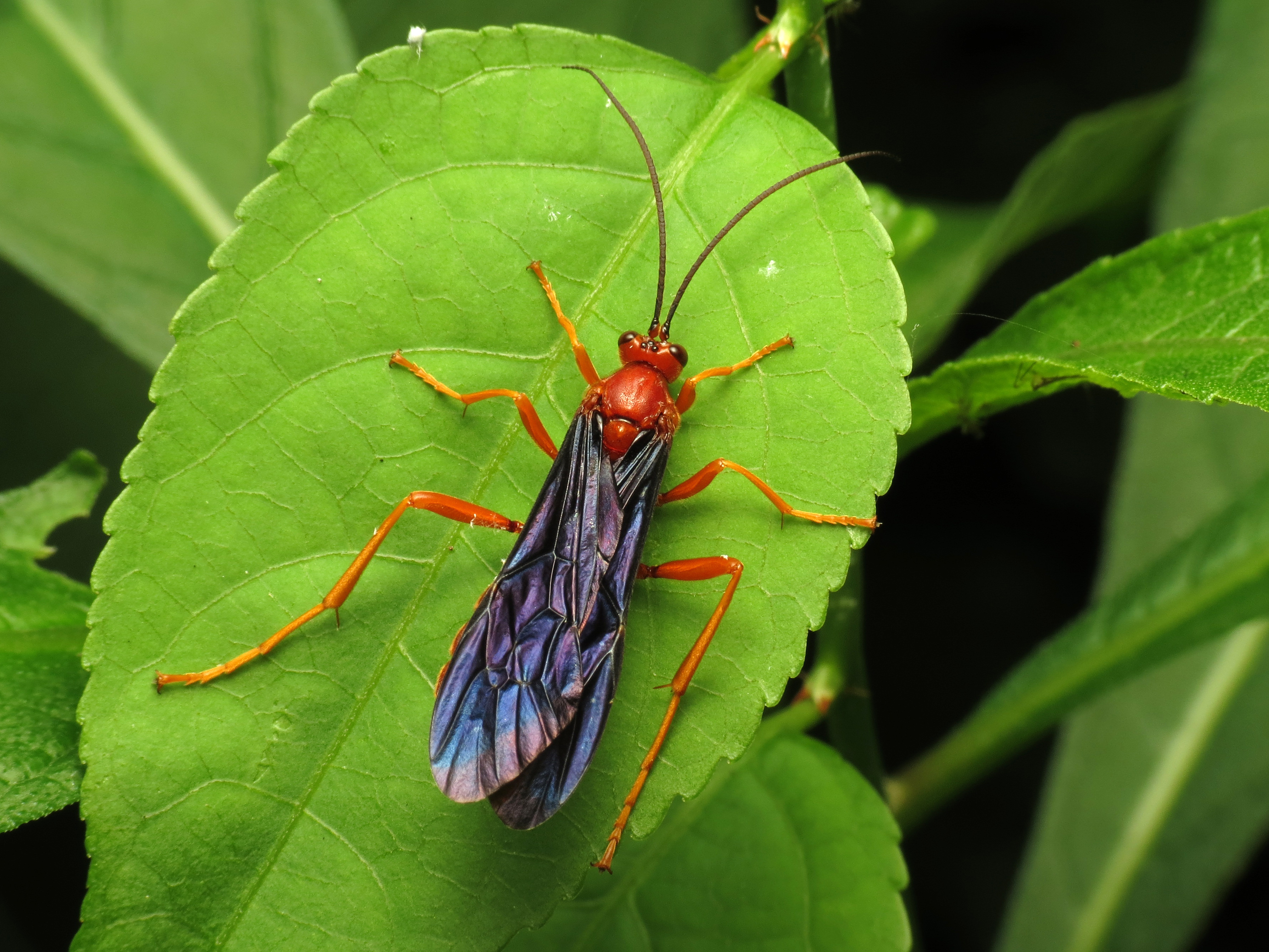
T. pennator

Гусеничный осметрий покрыт сильно пахнущими химическими веществами, такие как изомасляная и 2-метилмасляная кислоты. Когда их тревожат, гусеницы выдавливают осметрий и обрызгивают хищника химикатами вместе с жидкостями из кишечника. Эти жидкости могут смешиваться с осметриальными жидкостями, и Айснер и др. (Eisner et al. 2005) предположили, что эффективность смеси может быть повышена за счет токсичных соединений из растения-хозяина, содержащихся в жидкостях из осметрия. Растения-хозяева содержат токсичные ацетогенины, которые, несомненно, содержатся в жидкостях, а также выделяющиеся гусеницами и сохраняющимися в тканях и крыльях взрослых особей. Некоторые из этих ацетогенинов обладают инсектицидной активностью против некоторых насекомых. Неизвестно, обеспечивают ли они какую-либо защиту от паразитоидов.
Было показано, что осметриальные жидкости являются эффективной защитой от мелких муравьёв и пауков, но не от большинства других хищников или от ихневмонидного паразитоида парусников, T. pennator, который не вызывает экструзии осметрия своими атаками. Гусеницы могут метаться или падать с растения-хозяина, когда его потревожит хищник. Старшие гусеницы иногда прячутся в опавших листьях у основания растения, когда не питаются. Сходство куколок с листьями обеспечивает защиту от хищников.

## Питание
Растениями-хозяевами гусениц являются виды азимины (Анноновые). На большей части ареала P. marcellus азимина трёхлопастная является единственным кормовым растением. На юге в качестве еды используются другие виды азимины, в том числе Asimina parviflora, Asimina angustifolia, Asimina incana, Asimina pygmaea, Asimina tetramera, Asimina reticulata, Asimina pulchella и Asimina rugelii.

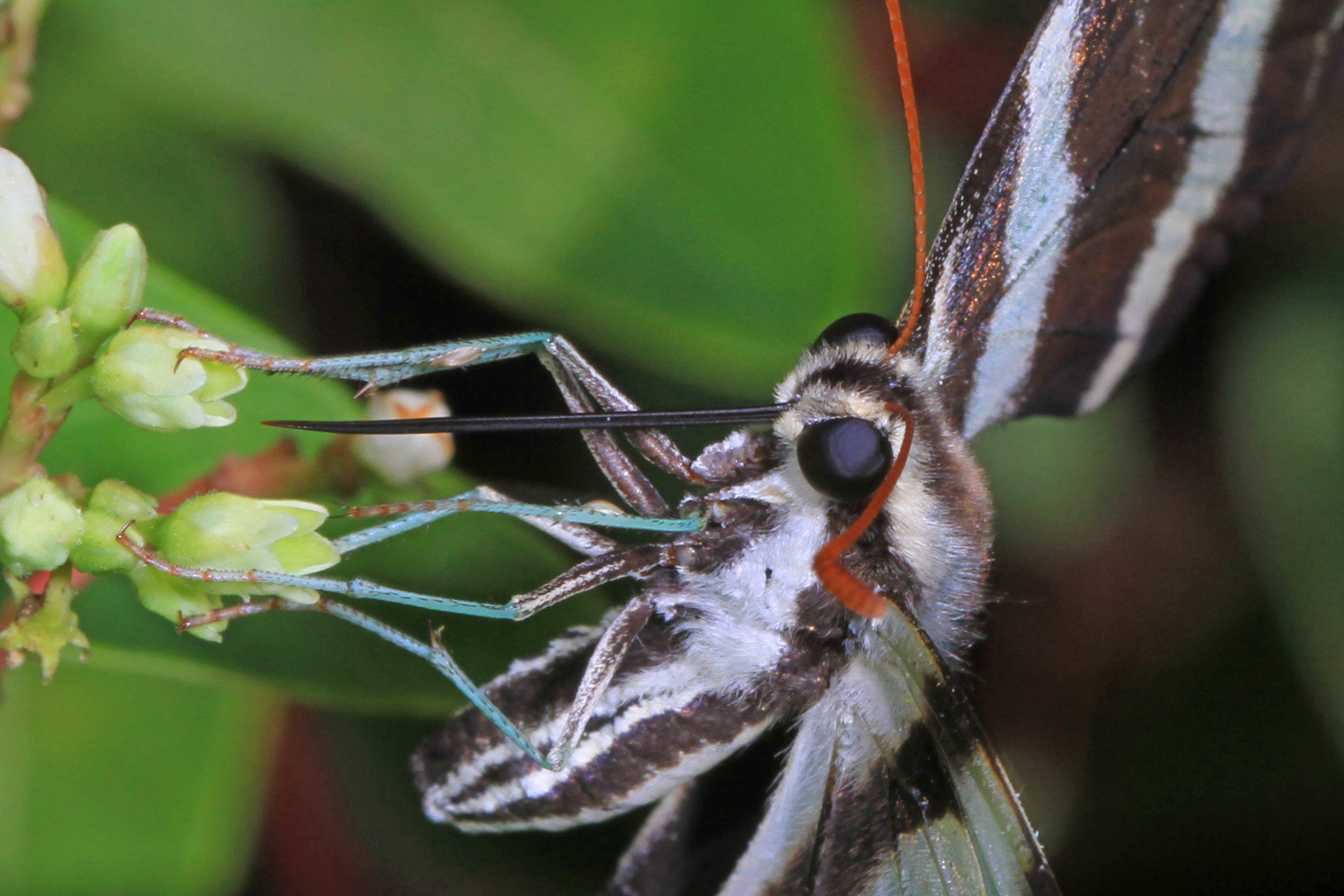
Макросъёмка
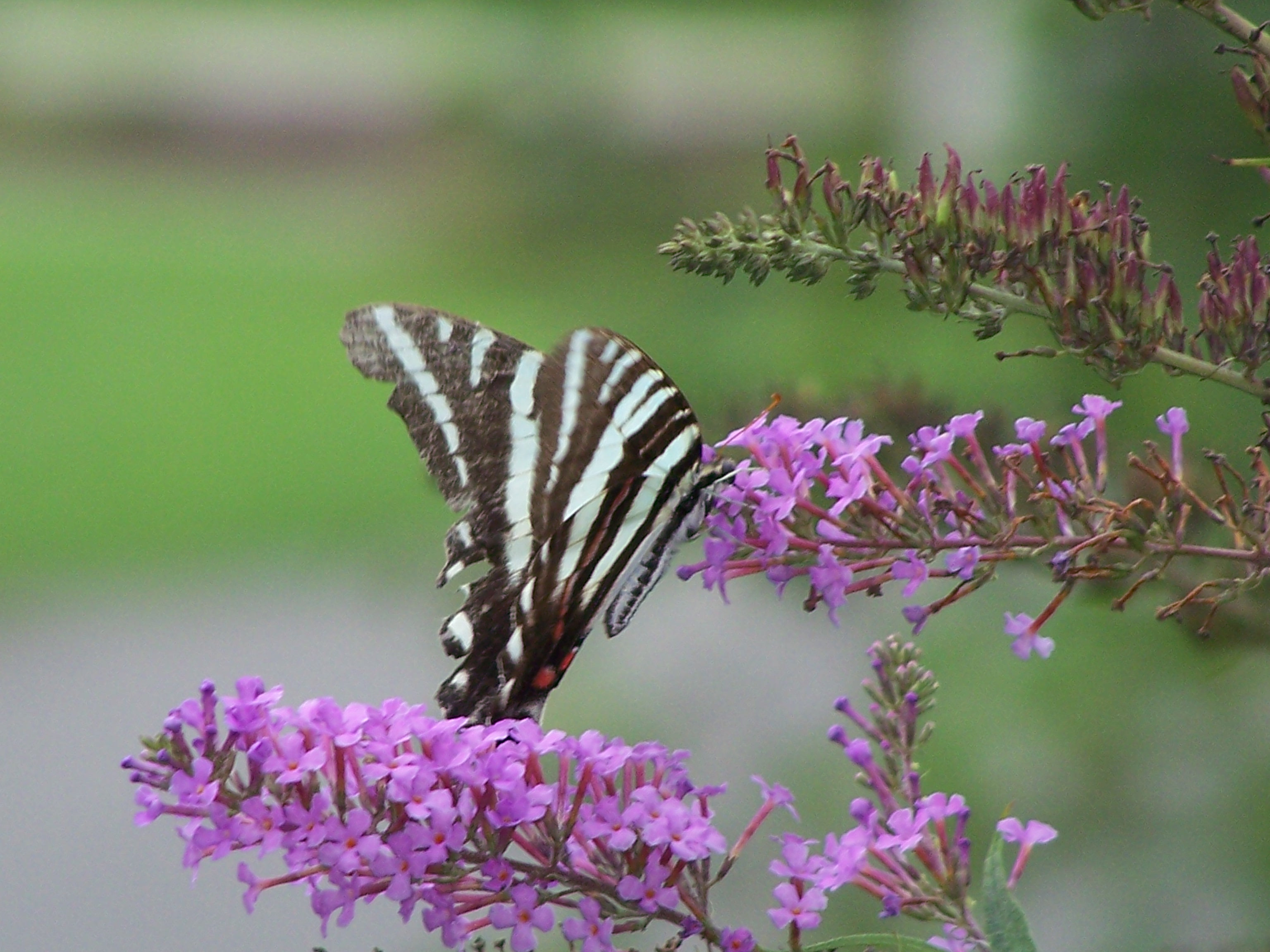

Взрослые особи потребляют влагу из песка и нектар цветов, например из черники, ежевики, сирени, багрянника, синяка обыкновенного, вербены, кутры и ваточника сирийского.